# Kanosh
Kanosh è una città degli Stati Uniti d'America, situata nello Stato dello Utah, nella Contea di Millard.